# Lorient
Lorient vagy breton nevén An Oriant egy breton város Franciaországban. Bretagne negyedik legnagyobb városa, amely az Atlanti-óceán partján található a Scorff és a Blavet folyók találkozásánál. Franciaország kulturális és történelmi városa címet viseli Lakosainak száma 58 202 fő (2022. január 1.). Lorient Quéven, Caudan, Lanester, Larmor-Plage és Ploemeur községekkel határos.

## Története
A 17. század elején Port Louisnál raktárakat építettek az Indiába tartó kereskedők. 1628-ban további raktárak épültek az öbölben, azon a területen amit csak L'Orientnek hívtak. 1664-ben megalapították a Francia Kelet-indiai Társaságot, akik kikötőket építettek a területen, és innentől kezdve rohamos fejlődésnek indult a település. Az osztrák örökösödési háború alatt brit csapatok szálltak partra Lorientnál, hogy elpusztítsák a francia hajókat. A második világháború alatt fontos tengeralattjáró bázis volt a németek számára. A szövetséges bombázások egyik fontos célpontja volt a tengeralattjáró bázis, de a bombákból a városnak is jutott, amelyet teljesen leromboltak. A város épületeinek nagy része az 1950-es években épült.

## Demográfiai adatok
A város lakosságszáma a történelem folyamán változott. Az első adatok 1793-ból vannak, ahol mintegy 22 318 főt számoltak meg. A lakosságszáma folyamatosan nőtt, de voltak visszaesések is. A két világháború után visszaesett a lakosságszáma. Különösen a második világháború után látszik igazán, ahol a bombázások miatt a város lakóinak több mint 75%-a pusztult el, vagy hagyta el a várost. 1975-ig növekedett a város lakosságszáma, és 69 769 fővel elérte mindenkori maximumát, azóta évről évre csökken a város lakóinak száma. 2006-ban 58 300 fő lakosa volt. 2008-ban a gyerekek 2,71%-a járt kétnyelvű iskolába.
| Év   | Lakosság |
| ---- | -------- |
| 1793 | 22 318   |
| 1800 | 17 837   |
| 1806 | 20 553   |
| 1821 | 17 115   |
| 1831 | 18 322   |
| 1836 | 18 975   |
| 1841 | 23 621   |
| 1846 | 26 434   |
| 1851 | 25 694   |

| Év   | Lakosság |
| ---- | -------- |
| 1856 | 28 412   |
| 1861 | 35 462   |
| 1866 | 37 655   |
| 1872 | 34 660   |
| 1876 | 35 165   |
| 1881 | 37 812   |
| 1886 | 40 055   |
| 1891 | 42 116   |
| 1896 | 41 894   |

| Év   | Lakosság |
| ---- | -------- |
| 1901 | 44 640   |
| 1906 | 46 403   |
| 1911 | 49 039   |
| 1921 | 46 314   |
| 1926 | 41 592   |
| 1931 | 42 853   |
| 1936 | 45 817   |
| 1946 | 11 838   |
| 1954 | 47 095   |

| Év   | Lakosság |
| ---- | -------- |
| 1962 | 60 566   |
| 1968 | 66 444   |
| 1975 | 69 769   |
| 1982 | 62 554   |
| 1990 | 59 271   |
| 1999 | 59 189   |
| 2006 | 58 300   |
| 2010 | 54 204   |

Életkori megoszlás:
- 0-19 : 22%
- 20-39 : 30%
- 40-59 : 24%
- 60 et + : 24%

Családi állapot:
- 37% házas
- 9% elvált
- 10% özvegy
- 43% egyedülálló

## Földrajza
A város az Atlanti-óceán partján fekszik, a Scorff és a Blavet folyó találkozásánál. Lorient Morbihan megyében található, melynek székhelye Vannes, de Lorient lakosságszáma kicsivel meghaladja Vannes városét.  A Golf-áramlatnak köszönhetően tele enyhe és csapadékos, míg a nyara hűvös. Éghajlata óceáni. Folyóinak vízjárása egyenletes. A város 0 és 46 m tengerszint feletti magasságban helyezkedik el. 
| Hónap                         | Jan.  | Feb. | Már. | Ápr. | Máj. | Jún. | Júl. | Aug. | Szep. | Okt. | Nov. | Dec. | Év    |
| ----------------------------- | ----- | ---- | ---- | ---- | ---- | ---- | ---- | ---- | ----- | ---- | ---- | ---- | ----- |
| Rekord max. hőmérséklet (°C)  | 15,0  | 16,0 | 20,0 | 27,0 | 35,0 | 36,0 | 33,0 | 35,0 | 30,0  | 25,0 | 18,0 | 18,0 | 36,0  |
| Átlagos max. hőmérséklet (°C) | 8,0   | 9,0  | 11,0 | 13,0 | 16,0 | 19,0 | 21,0 | 21,0 | 19,0  | 15,0 | 11,0 | 10,0 | 14,4  |
| Átlaghőmérséklet (°C)         | 6,0   | 6,0  | 8,0  | 9,0  | 12,0 | 15,0 | 17,0 | 17,0 | 15,0  | 12,0 | 8,0  | 7,0  | 11,0  |
| Átlagos min. hőmérséklet (°C) | 3,0   | 3,0  | 4,0  | 5,0  | 8,0  | 11,0 | 13,0 | 13,0 | 11,0  | 8,0  | 6,0  | 5,0  | 7,5   |
| Rekord min. hőmérséklet (°C)  | −10,0 | −8,0 | −3,0 | −3,0 | −1,0 | 2,0  | 6,0  | 5,0  | 3,0   |      | −3,0 | −6,0 | −10,0 |
| Átl. csapadékmennyiség (mm)   | 107   | 88   | 79   | 57   | 69   | 52   | 44   | 44   | 69    | 85   | 92   | 110  | 896   |
| Forrás:                       |       |      |      |      |      |      |      |      |       |      |      |      |       |

## Sport
A város leghíresebb sportegyesülete az FC Lorient labdarúgócsapat, melynek legnagyobb sikere a 2002-es Francia labdarúgókupa megnyerése volt. Ugyanebben az évben döntősök voltak a francia ligakupában is.

## Híres emberek
- Itt született Roland Guillas (1936–2022) válogatott francia labdarúgó

## Testvérvárosok
- Vigo
- Wirral
- Ventspils
- Ludwigshafen
- České Budějovice
- Denizli